# Mail (Automarke)
Mail war eine britische Automarke.

## Unternehmensgeschichte
Das Unternehmen hatte seinen Sitz in England. 1903 begann die Produktion von Automobilen. Der Markenname lautete Mail. Im gleichen Jahr endete die Produktion.

## Fahrzeuge
Zwei verschiedene Modelle sind überliefert.
Das Modell 8 HP hatte einen Einzylindermotor mit 8 PS Leistung. Die offene Karosserie bot Platz für vier Personen. In Frage kommen Tonneau und Doppelphaeton.
Der 12 HP hatte einen Zweizylindermotor, der 12 PS leistete. Die Karosserie bot sechs Personen Platz. Eine Quelle verwendet den Begriff Coupé im Sinne von Coupé de Ville.